# Ingrid Noll
Ingrid Noll (Ingrid Gullatz) (Shanghái, 29 de setembro de 1935) é uma escritora alemã de novelas policiais traduzidas em torno de um trinta de idiomas. É uma das autoras alemãs mais populares. Em português, a editora Presença publicou Confissões de uma farmacêutica em 2004.

## Biografia
Filha de pai médico, cresceu e criou-se com seus três irmãos em Nanking, antes de se mudarem para a Alemanha em 1949. Na China, tinham sido educados em casa por seus pais.
Depois do Abitur (título de ensino secundário em seu país), estudou Filologia Alemã e História da Arte na Universidade de Bonn, mas não acabou os estudos.
Teve três filhos com seu ex-marido, o médico Peter Gullatz, e um deles é o compositor e produtor teatral Biber Gullatz. É também tia do ator Kai Noll.
Vários de seus romances têm sido adaptados para o cinema alemão.

## Obra
- O galo está morto, (Hahn ist tot) (1991)
- A cabeça de meus parentes, (Die Häupter meiner Lieben) (1993)
- Der Schweinepascha. In 15 Bildern (1996)
- Confissões de uma Farmacêutica (Die Apothekerin) (1994)
- O amor nunca acaba, (Kalt ist der Abendhauch) (1996)
- Stich für Stich (1997)
- Der kleine Mord zwischendurch. 52 üble Kurzkrimis (1997)
- A rosa vermelha, (Röslein rot) (1998)
- Die Sekretärin (2000)
- Benditas Viúvas, (Selige Witwen) (2001)
- Maus Irmãos, (Rabenbrüder) (2003)
- Falsas línguas, (Falsche Zungen. Gesammelte Geschichten) (2004)
- Como uma dama, (Ladylike) (2006)
- Onde nada floresce, (Kuckuckskind) (2008)
- Fisherman's Friend (audiolibro) (2008)
- Palavra de honra, (Ehrenwort) (2010)
- Weihnachten mit Ingrid Noll (audiolibro) (2010)
- Pela borda, (Über Bord) (2012)
- Bens e cobiça, (Hab und Gier) (2014)
- À mesa, (Der Mittagstisch) (2015)
- Halali (2017)
- Goldschatz (2019)
- In Liebe dein Karl (2020)